# Maria Jelinek
Maria Jelinek (nome de nascimento Maria Jelínková; Praga, Tchecoslováquia, 16 de novembro de 1942) é uma ex-patinadora artística canadense. Maria Jelinek conquistou com seu irmão e parceiro Otto Jelinek uma medalha de ouro, uma de prata e duas de bronze em campeonatos mundiais. Maria e Otto Jelinek também competiram nos Jogos Olímpicos de Inverno de 1960.

## Principais resultados

### Com Otto Jelinek
| Resultados                                            | Resultados      | Resultados       | Resultados        | Resultados        | Resultados    | Resultados       | Resultados      | Resultados      | Resultados    | Resultados    | Resultados    | Resultados    |
| Internacional                                         | Internacional   | Internacional    | Internacional     | Internacional     | Internacional | Internacional    | Internacional   | Internacional   | Internacional | Internacional | Internacional | Internacional |
| Evento/Temporada                                      | 1954– 1955      | 1955– 1956       | 1956– 1957        | 1957– 1958        | 1958– 1959    | 1959– 1960       | 1960– 1961      | 1961– 1962      |               |               |               |               |
| ----------------------------------------------------- | --------------- | ---------------- | ----------------- | ----------------- | ------------- | ---------------- | --------------- | --------------- | ------------- | ------------- | ------------- | ------------- |
| Jogos Olímpicos                                       |                 |                  |                   |                   |               | 4.ª              |                 |                 |               |               |               |               |
| Campeonato Mundial                                    |                 |                  | Medalha de bronze | Medalha de bronze | 4.ª           | Medalha de prata |                 | Medalha de ouro |               |               |               |               |
| Campeonato Norte-Americano                            |                 |                  | Medalha de prata  |                   |               |                  | Medalha de ouro |                 |               |               |               |               |
| Nacional                                              |                 |                  |                   |                   |               |                  |                 |                 |               |               |               |               |
| Campeonato Canadense                                  |                 | Medalha de prata | Medalha de prata  | Medalha de prata  |               | Medalha de prata | Medalha de ouro | Medalha de ouro |               |               |               |               |
| Campeonato Canadense – Júnior                         | Medalha de ouro |                  |                   |                   |               |                  |                 |                 |               |               |               |               |
|                                                       |                 |                  |                   |                   |               |                  |                 |                 |               |               |               |               |
| Legenda: Competição não foi disputada nesta temporada |                 |                  |                   |                   |               |                  |                 |                 |               |               |               |               |